# Palaina
Palaina é um género de gastrópode  da família Diplommatinidae.
Este género contém as seguintes espécies:
- Palaina albata
- Palaina dimorpha
- Palaina dohrni
- Palaina doliolum
- Palaina kubaryi
- Palaina moussoni
- Palaina ovatula
- Palaina patula
- Palaina platycheilus
- Palaina pupa
- Palaina pusilla
- Palaina rubella
- Palaina scalarina
- Palaina strigata
- Palaina striolata
- Palaina taeniolata
- Palaina wilsoni
- Palaina xiphidium